# Notoplites watersi
Notoplites watersi är en mossdjursart som först beskrevs av Arnold Girard Kluge 1914.  Notoplites watersi ingår i släktet Notoplites och familjen Candidae. Inga underarter finns listade i Catalogue of Life.